# JR貨物UF44A形コンテナ
UF44A形コンテナ（UF44Aがたコンテナ）は、日本貨物鉄道（JR貨物）輸送用として籍を編入している31 ft私有コンテナ（冷凍コンテナ）である。
2001年度から製造された。UF47Aに類似するが側面に扉が設けられている。
形式の数字部位 「 44 」は、コンテナの容積を元に決定される。このコンテナ容積44m3の算出は、厳密には端数四捨五入計算の為に、内容積43.5 m3 - 44.4 m3の間に属するコンテナが対象となる。
また形式末尾のアルファベット一桁部位 「 A 」は、コンテナの使用用途（主たる目的）が 「 普通品の輸送 」を表す記号として付与されている。

## 番台毎の概要

### 38000番台
38001 - 38006
園田陸運所有。全高2,600 mm（規格外）・全長9,410 mm（規格外）、最大総重量16.0 t、コキ100系貨車積載限定。

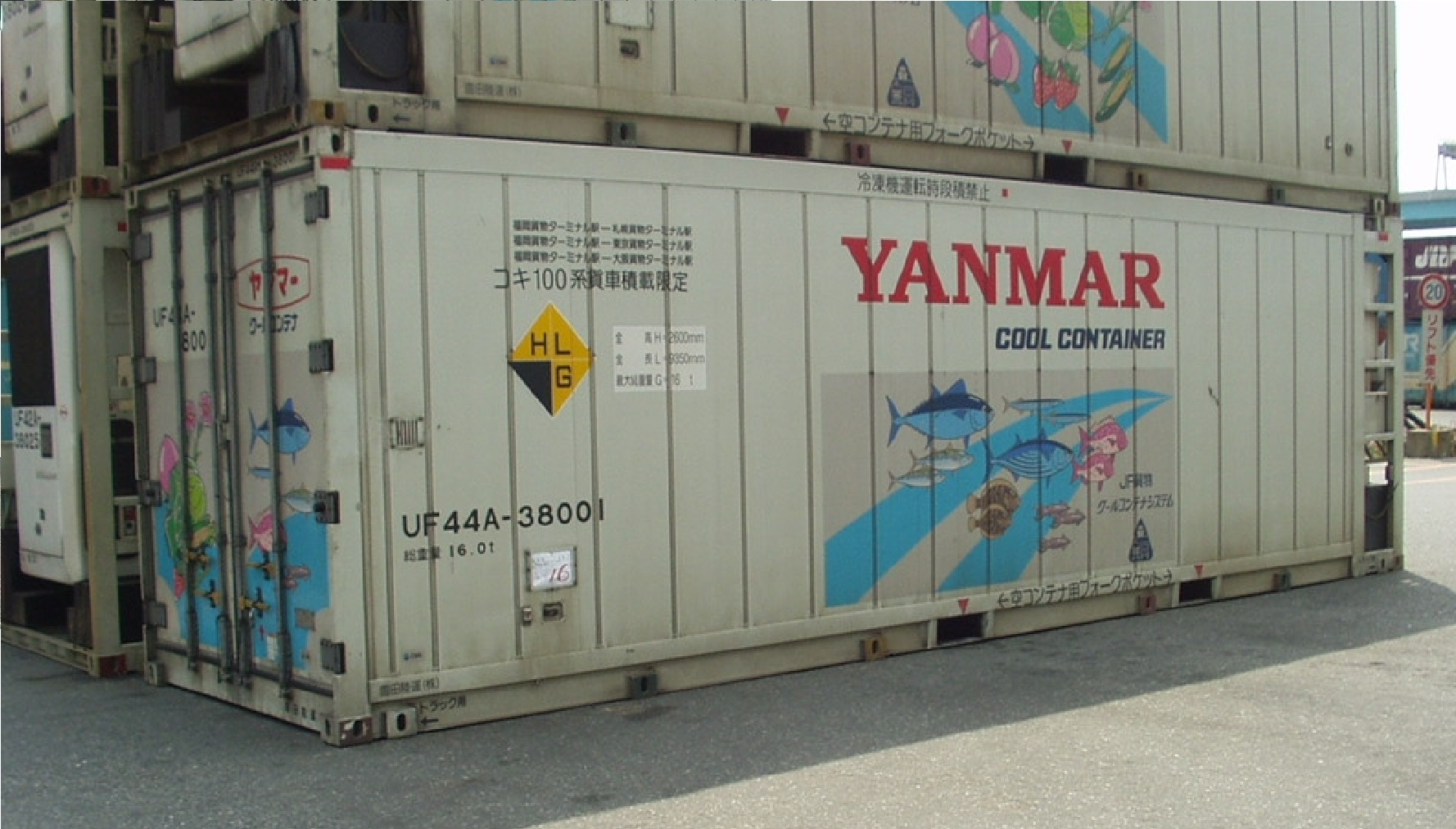
UF44A-38001 園田陸運所有。

38007 - 38009
ヤマト運輸所有。全高2,600 mm（規格外）・全長9,410 mm（規格外）、最大総重量16.0 t、コキ100系貨車積載限定。

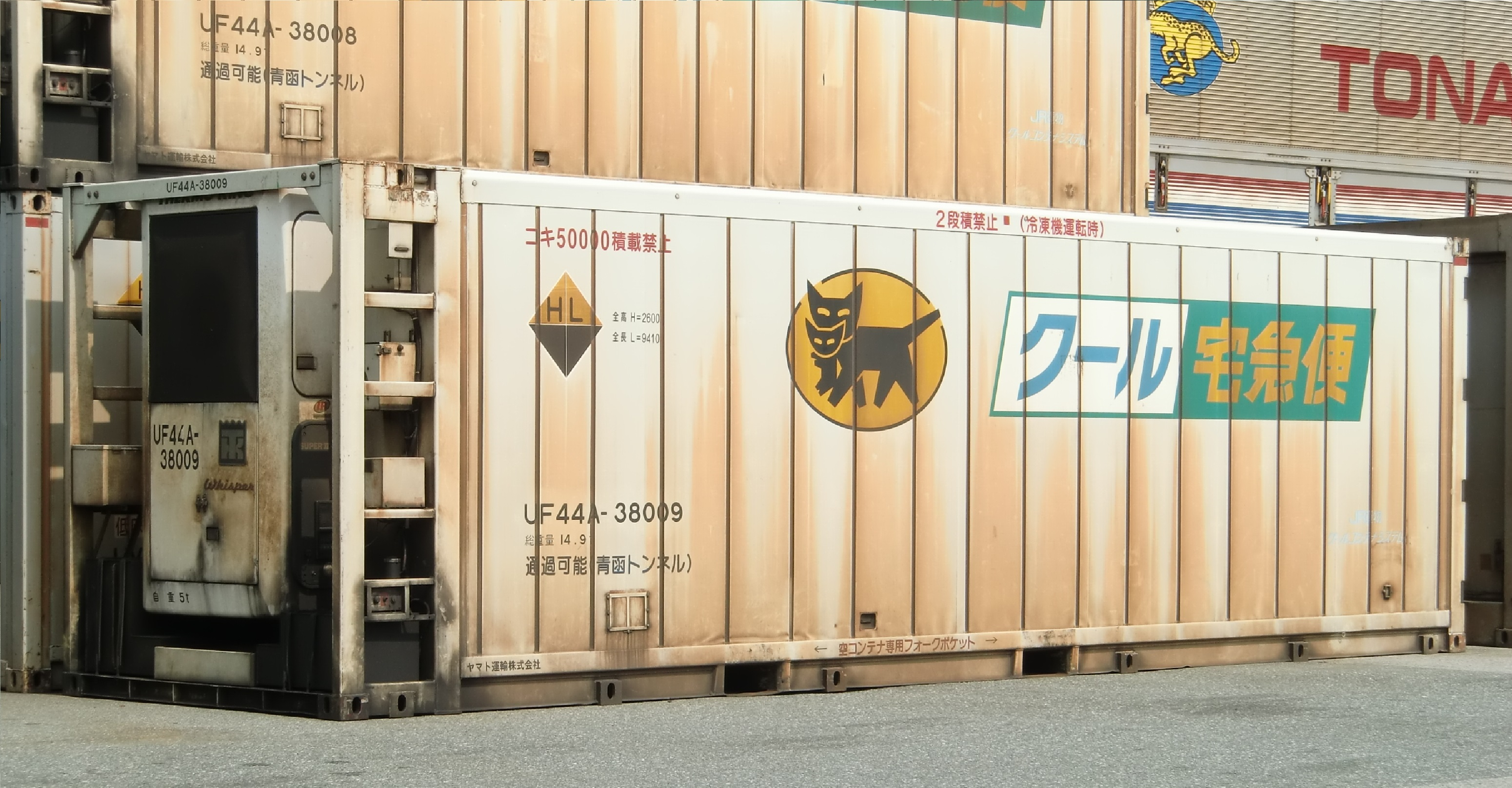
UF44A-38009 ヤマト運輸所有。

38010 - 38015
日本石油輸送所有(北海道フーズ・稚内通運借受)全高2,641 mm（規格外）、全長9,410 mm（規格外）、総重量18.6 t。
38016 - 38033、38036 - 38045
全国通運所有。一部（キューソー流通システム借受）全高2,641 mm（規格外）、全長9,410 mm（規格外）、総重量18.5 t。
（うち38022,38023,38031,38032はキューソー便、38033はZENTSUロゴ無し）38036以降は青函トンネル通過禁止となった他に側面と妻ドアエコレールマークが追加された（一部貼られていない面がある個体もある）

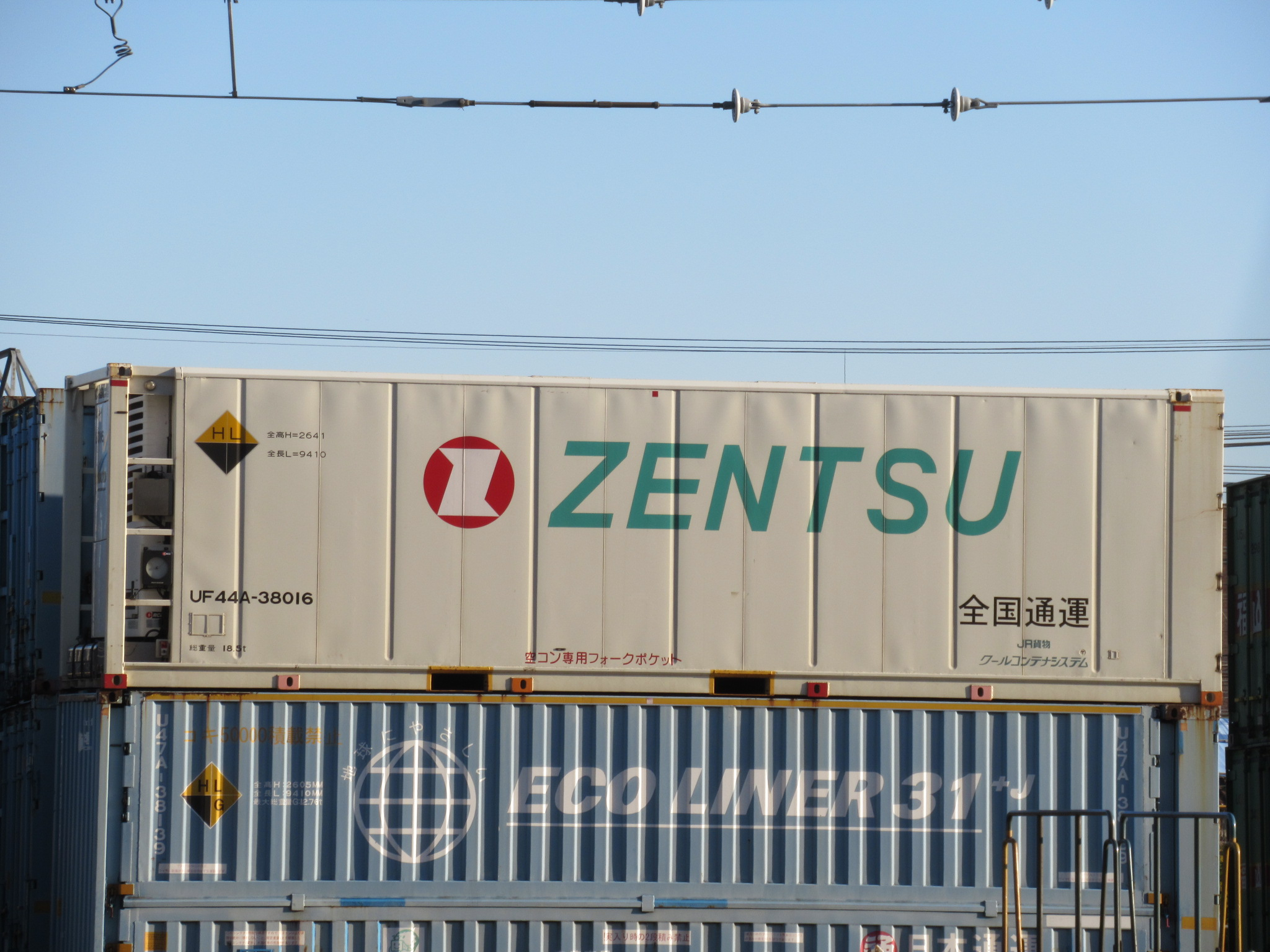
UF44A-38016 全国通運所有。
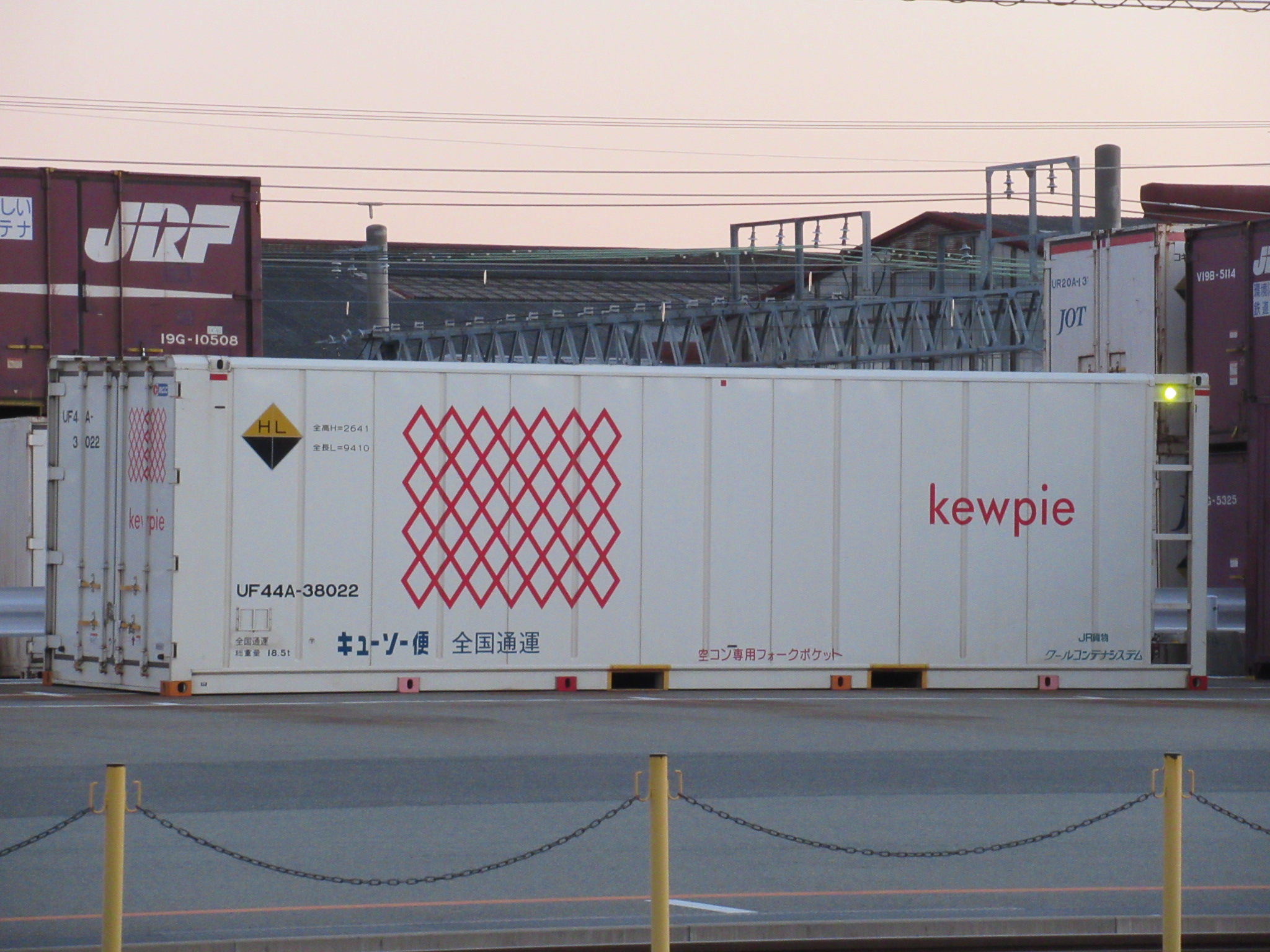
UF44A-38022 全国通運所有。キューソー便。
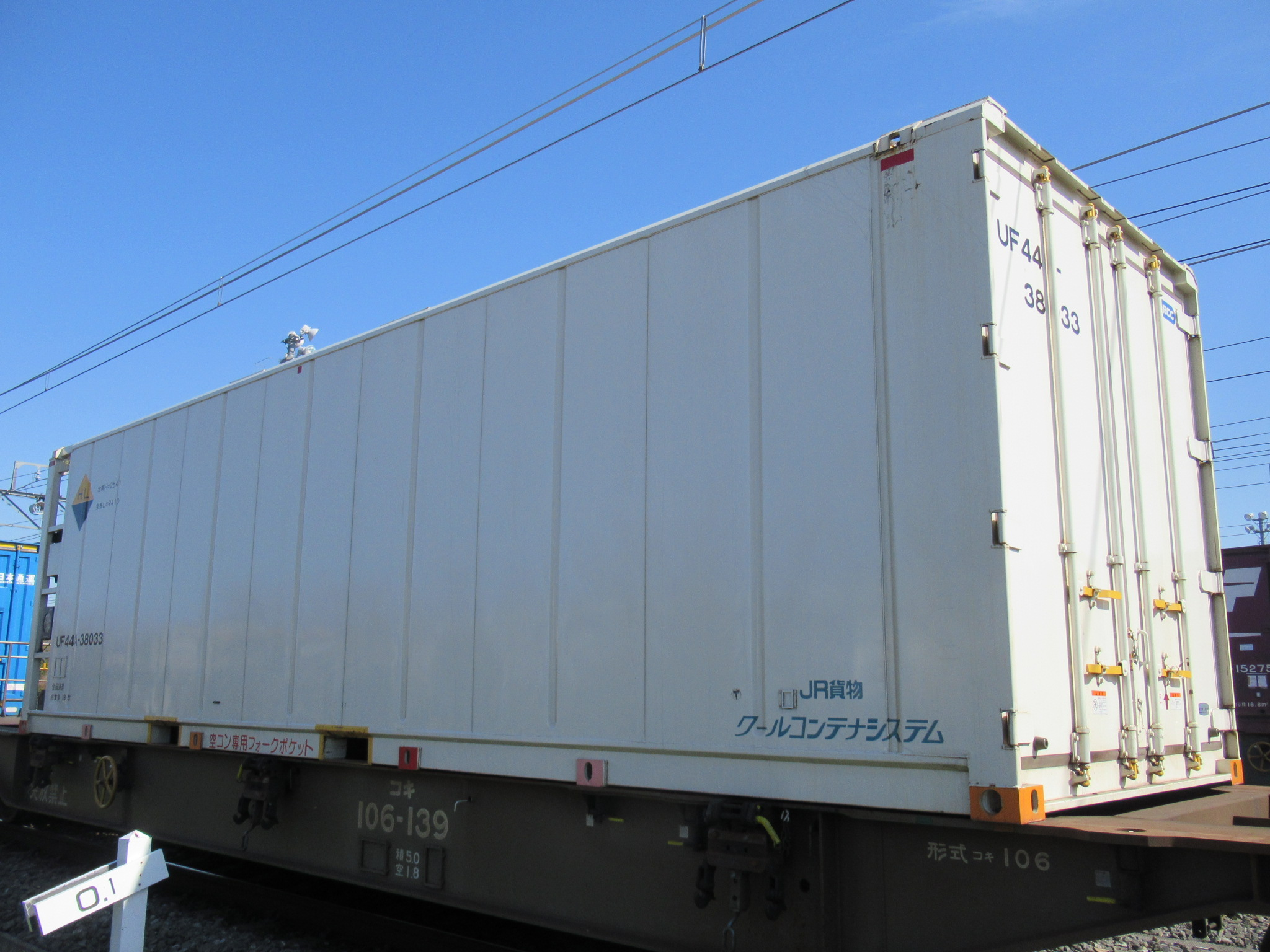
UF44A-38033 全国通運所有。

38034,38035
日本通運所有。全高2,600 mm（規格外）、全長9,410 mm（規格外）、総重量19.9 t（規格外）。
38046 - 38063
ランテック所有。
老朽化したUF42A-30000/38000（初期型）、UF43A-39000の置き換え用。38046・38048 - 38058（12個）は遠隔操作関連の機器を搭載し青函トンネル通過可能となっている。38047・38059 - 38063は青函トンネル通過禁止となっている。

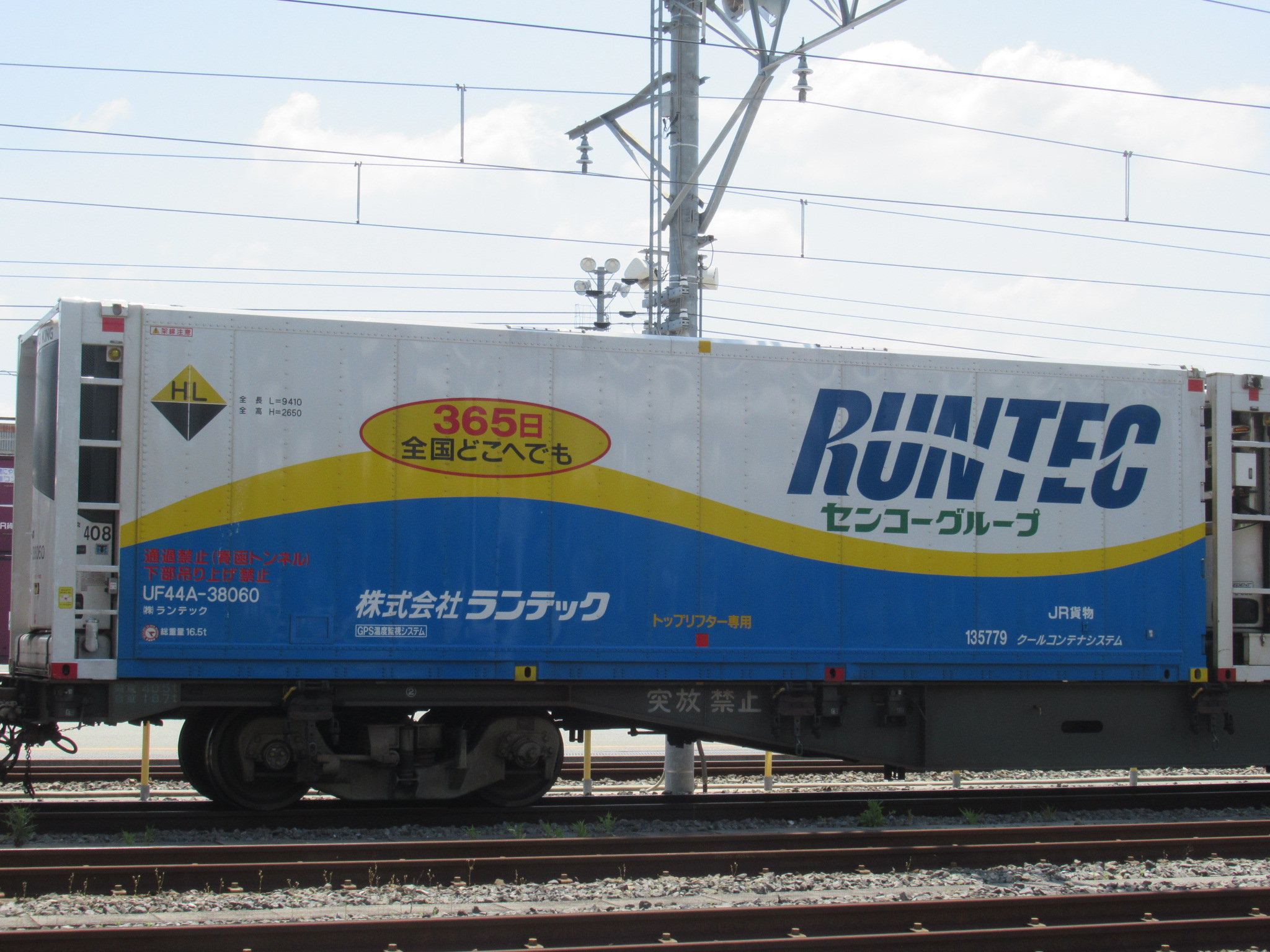
UF44A-38060 ランテック所有。

38064 - 38067
全国通運所有（ブルボン借受）
側面/妻扉にブルボンのプチシリーズでお馴染みのキャラクター、プチクマが描かれている（側面はそれぞれ別のキャラクター）。前回増備分と同様青函トンネルは通過禁止となっている。エンジンは従来ロットと同じく菱重コールドチューン製のTFV2000Dが装着されている。
38068 - 38071
ランテック所有
基本的に前回増備分の青函トンネル通過禁止仕様と同一｡
38072 • 38073
全国通運所有
キューソー/ブルボン借受個体のように側面左下にある総重量表記の上に全国通運の社名が追加された。
38074 - 38077
全国通運所有(ブルボン借受)
前回増備分はプチシリーズでお馴染みのプチクマのデザインのみだったが、38074がプチシリーズ(38064～38067とはまた別デザイン)、38075が出羽三山の天然名水&アルカリイオン水、38076がルマンド、38077がアルフォートのデザインで追加導入された。
38078 -
ランテック所有
青函トンネル通過可能の仕様で製造された。